# Karl Werner
Karl Werner (Hafnerbach (Alsó-Ausztria) 1821. március 8. – Bécs, 1888. április 14.) osztrák katolikus teológus.

## Pályája
Gimnáziumi tanulmányait 1830 és 1836 között Melkben végezte. 1843-ban pappá szentelték, 1845-ben Bécsben, 1847-ben Sankt Pöltenben volt tanár, majd 1870-ben újból Bécsben tanított mint professzor.

## Munkái
- System der Ethik (Regensburg 1850-52)
- Thomas von Aquin (uo. 1858)
- Geschichte der apologetischen und polemischen Litteratur (Schaffhausen 1861-65)
- Gesichte der kat. Theologie seit dem Tridentinum (München 1866)
- Beda Venerabilis und seine Zeit (Bécs 1875)
- Alkuin und sein Jahrhundert (uo. 1876)
- Die Scholastik des späteren Mittelalters (uo. 1881-87)
- Die italien. Philosophie des XIX. Jahrhunderts (uo. 1884)